# Kill Bill: Volume 1
Kill Bill: Volume 1 är en amerikansk action-thriller från 2003, skriven och regisserad av Quentin Tarantino. Den filmades som en film, men då speltiden skulle ha blivit närmare fyra timmar delades den upp i två delar, Kill Bill: Volume 1 och Kill Bill: Volume 2.
Tarantino har själv påstått att den enkelspåriga handlingen i Kill Bill inte är det som han lagt ned mest tid på utan istället koncentrerat all kraft till visuell stil och postmoderna referenser. I Kill Bill mixar Tarantino massvis med olika stilar. Några av dessa stilar är italienska spaghettivästernfilmer, japanska samurajfilmer, kinesiska kampsports- "wuxia"filmer, kung-fufilmer samt europeiska exploitationfilmer. Tarantino skrev de 30 första sidorna av manuset till Kill Bill i Stockholm 1994, men gjorde avbrott i skrivandet på grund av att han hade skrivit på för andra projekt. Han påbörjade arbetet efter Jackie Brown.
Volume 1 är rankad 152 (juli 2022) på IMDbs lista över de 250 bästa filmerna någonsin.

## Handling
Historien börjar under en repetition inför ett bröllop i en kyrka som slutar i ett blodbad. Bruden, Beatrix Kiddo (Uma Thurman), har rymt undan sin tidigare betydligt äldre pojkvän Bill (David Carradine) och gömt sig i en småstad där hon försökte starta ett nytt liv.
Tidigare jobbade Beatrix som Bills personliga yrkesmördare. Hon reste världen över för att slutföra Bills olika uppdrag, alltså hans fiender. En dag får Kiddo reda på att hon väntar barn med Bill och flyr för att barnet ska få en normal framtid.
Flera månader senare hittar Bill henne i kyrkan, med en ny man och de håller på med en övning inför ett bröllop. Han blir rasande och tillkallar några av sina andra mördare, med hjälp av dem slutar repetitionen för bröllopet i ett blodbad.
Bill skjuter Beatrix i huvudet, hon dör dock inte utan vaknar upp fyra år senare på sjukhus. Ursinnig beslutar hon sig för att döda varenda en av dem som har förstört hennes liv.

## Rollista
| Uma Thurman       | – The Bride     |
| Lucy Liu          | – O-Ren Ishii   |
| Vivica A. Fox     | – Vernita Green |
| Daryl Hannah      | – Elle Driver   |
| David Carradine   | – Bill          |
| Michael Madsen    | – Budd          |
| Julie Dreyfus     | – Sofie Fatale  |
| Chiaki Kuriyama   | – Gogo Yubari   |
| Sonny Chiba       | – Hattori Hanzo |
| Gordon Liu        | – Johnny Mo     |
| Michael Parks     | – Earl McGraw   |
| Michael Bowen     | – Buck          |
| Jun Kunimura      | – Boss Tanaka   |
| Kenji Ohba        | – Shiro         |
| James Parks       | – Edgar McGraw  |
| Sakichi Satô      | – Charlie Brown |
| Jonathan Loughran | – Trucker       |
| The 5.6.7.8's     | – sig själva    |

## Musik
Originalmusiken till filmen skrevs av hiphopproducenten och rapparen RZA. RZA sjöng även in en sång till filmen men den användes inte men finns med på skivan med filmmusiken. "Bang Bang (My Baby Shot Me Down)" med Nancy Sinatra är det viktigaste musikstycket i filmen enligt Tarantino och spelas i filmens förtexter efter att Bill har skjutit The Bride i prologen.

### Låtlista på officiella soundtracket
1. "Bang Bang (My Baby Shot Me Down)" av Nancy Sinatra – 2:40
2. "That Certain Female" av Charlie Feathers – 3:02
3. "The Grand Duel (Parte Prima)" av Luis Bacalov – 3:24
4. "Twisted Nerve" av Bernard Herrmann – 1:27
5. "Queen of the Crime Council" dialog av Lucy Liu och Julie Dreyfus – 0:56
6. "Sette note (Pt. 1 - Film Version)" ac Vince Tempera – 2:29
7. "Run Fay Run" av Isaac Hayes – 2:46
8. "Green Hornet" av Al Hirt – 2:18
9. "Battle Without Honor or Humanity" av Tomoyasu Hotei – 2:28
10. "Don't Let Me Be Misunderstood / Esmeralda Suite" av Santa Esmeralda med Leroy Gomez – 10:29
11. "Woo Hoo" av The 5.6.7.8's – 1:59
12. "Crane / White Lightning" av RZA / Charles Bernstein – 1:37
13. "The Flower of Carnage" 修羅の花 av Meiko Kaji – 3:52
14. "The Lonely Shepherd" av James Last & Gheorghe Zamfir – 4:20
15. "You're My Wicked Life" dialog av David Carradine, Julie Dreyfus och Uma Thurman – 1:14
16. "Ironside" (utdrag) av Quincy Jones – 0:16
17. "Super 16" (utdrag) by Neu! – 1:06
18. "Yakuza Oren 1" av RZA – 0:22
19. "Banister Fight" av RZA – 0:21

### Låtar som inte är med på soundtracket
- "Seven Notes in Black" by Vince Tempera
- "Truck Turner Theme" by Isaac Hayes
- "A Long Day of Vengeance" by Armando Trovaioli
- "Kaifuku Suru Kizu (The Wound That Heals)" by Lily Chou-Chou
- "I'm Blue" and "I Walk Like Jayne Mansfield" av the 5.6.7.8's
- "From Man to Man" av Ennio Morricone
- Kenka Karate Kyokushin Ken Opening Theme
- "Nobody but Me" by The Human Beinz
- "Police Check Point" by Harry Betts
- "Yagyu Conspiracy" by Toshiaki Tsushima
- "Funky Fanfare" by Keith Mansfield
- "I Giorni Dell'Ira" by Riz Ortolani
- "Champions of Death" by Shunsuke Kikuchi

## Inspiration
Quentin Tarantino har ett stort antal inspirationskällor till filmen. De viktigaste inkluderar: För en handfull dollar, Lady Snowblood, Yojimbo – Livvakten, Bruden bar svart, En främling kom för att hämnas, Jakten på bröderna Clemens, Drakens år, Ichi the Killer, Gringo: Professionell Pistolero, Hämndens timme, Yakuza - blodets brödraskap, Thriller – en grym film, Coffy, Hattori Hanzô: Kage no Gundan, Den gode, den onde, den fule, Mannen från Tokyo och Furyô anego den: Inoshika Ochô.

## Mottagande
Aftonbladets recensent Jan-Olov Andersson gav filmen tre plus av fem möjliga i betyg.